# HC Kopenhagen
HC Kopenhagen (Deens: Københavns Hockeyklub) is een Deense hockeyclub uit Kopenhagen.
De club werd opgericht op 12 augustus 1904 en is daarmee de oudste hockeyclub van Scandinavië. Zowel de mannen als de vrouwen wonnen verschillende malen het landskampioenschap en de nationale beker. Daarnaast was de club vele malen hofleverancier van de Deense mannen en Deense vrouwen hockeyploeg.